# Campeonato Europeo de Piragüismo en Eslalon de 2016
El XVII Campeonato Europeo de Piragüismo en Eslalon se celebró en Liptovský Mikuláš (Eslovaquia) entre el 13 y el 15 de mayo de 2016 bajo la organización de la Asociación Europea de Piragüismo (ECA) y la Federación Eslovaca de Piragüismo.
Las competiciones se realizaron en el Canal de Piragüismo en Eslalon Ondrej Cibák, ubicado junto al río Váh, al sudeste de la ciudad eslovaca.

## Medallistas

### Masculino
| Evento                 | Oro | Plata | Bronce                                                                                                   |
| ---------------------- | --- | --- | --- |
| K1 individual (14.05)  | Jiří Prskavec · República Checa · 91,44 pts.                                                                                | Vavřinec Hradilek · República Checa · 91,45 pts.                                                                                       | Hannes Aigner · Alemania · 92,91 pts.                                                                    |
| C1 individual (14.05)  | Alexander Slafkovský · Eslovaquia · 99,87                                                                                   | Michal Martikán · Eslovaquia · 101,66                                                                                                  | Ander Elosegi · España · 102,56                                                                          |
| C2 individual (15.05)  | Tomáš Kučera · Ján Bátik · Eslovaquia · 112,70                                                                              | Luka Božič Sašo Taljat Eslovenia 113,16                                                                                                | David Schröder · Nico Bettge · Alemania · 113,23                                                         |
| K1 por equipos (14.05) | Jiří Prskavec · Vavřinec Hradilek · Vít Přindiš · República Checa · 108,00                                                  | Boris Neveu Sébastien Combot Étienne Daille Francia 109,07                                                                             | Samuel Hernanz · Joan Crespo · Unai Nabaskues · España · 112,71                                          |
| C1 por equipos (14.05) | Michal Martikán · Alexander Slafkovský · Matej Beňuš · Eslovaquia · 118,26                                                  | Grzegorz Hedwig · Przemysław Plewa · Igor Sztuba · Polonia · 125,70                                                                    | David Florence Ryan Westley Adam Burgess Reino Unido 128,67                                              |
| C2 por equipos (15.05) | Eslovaquia · Pavol Hochschorner / Peter Hochschorner · Ladislav Škantár / Peter Škantár · Tomáš Kučera / Ján Bátik · 139,94 | Polonia · Piotr Szczepański / Marcin Pochwała · Filip Brzeziński / Andrzej Brzeziński · Michał Wiercioch / Grzegorz Majerczak · 140,93 | Alemania · Franz Anton / Jan Benzien · David Schröder / Nico Bettge · Kai Müller / Kevin Müller · 142,39 |

### Femenino
| Evento                 | Oro                                                               | Plata                                                                          | Bronce                                                                    |
| ---------------------- | ----------------------------------------------------------------- | ------------------------------------------------------------------------------ | ------------------------------------------------------------------------- |
| K1 individual (15.05)  | Melanie Pfeifer · Alemania · 108,86 pts.                          | Urša Kragelj Eslovenia 109,44 pts.                                             | Jana Dukátová · Eslovaquia · 111,13 pts.                                  |
| C1 individual (14.05)  | Nuria Vilarrubla García · España · 124,91                         | Kateřina Hošková · República Checa · 125,57                                    | Mallory Franklin Reino Unido 126,27                                       |
| K1 por equipos (15.05) | Fiona Pennie Kimberley Woods Elizabeth Neave Reino Unido 124,28   | Melanie Pfeifer · Jasmin Schornberg · Lisa Fritsche · Alemania · 128,56        | Elena Kaliská · Jana Dukátová · Kristína Nevařilová · Eslovaquia · 133,43 |
| C1 por equipos (14.05) | Kimberley Woods Mallory Franklin Eilidh Gibson Reino Unido 185,03 | Kateřina Hošková · Monika Jančová · Martina Satková · República Checa · 226,09 | Andrea Herzog · Lena Stöcklin · Birgit Ohmayer · Alemania · 245,63        |

## Medallero
| Núm. | País            | Oro | Plata | Bronce | Total |
| ---- | --------------- | --- | ----- | ------ | ----- |
| 1    | Eslovaquia      | 4   | 1     | 2      | 7     |
| 2    | República Checa | 2   | 3     | 0      | 5     |
| 3    | Reino Unido     | 2   | 0     | 2      | 4     |
| 4    | Alemania        | 1   | 1     | 4      | 6     |
| 5    | España          | 1   | 0     | 2      | 3     |
| 6    | Eslovenia       | 0   | 2     | 0      | 2     |
| 6    | Polonia         | 0   | 2     | 0      | 2     |
| 8    | Francia         | 0   | 1     | 0      | 1     |
|      | TOTAL           | 10  | 10    | 10     | 30    |